# Station Salzgitter-Thiede
Station Salzgitter-Thiede (Haltepunkt Salzgitter-Thiede) is een spoorwegstation in de Ortsteil Thiede van de Duitse plaats Salzgitter, in de deelstaat Nedersaksen.

## Indeling
Het station beschikt over twee zijperrons, die niet zijn overkapt maar voorzien van abri's. De perrons zijn onderling verbonden via een voetgangerstunnel. In de straat Am Bahnhof bevindt zich een klein parkeerterrein en een bushalte.

## Verbindingen
De volgende treinserie doet het station Salzgitter-Thiede aan:
| Serie | Treinsoort                   | Route                                                        | Bijzonderheden                 |
| ----- | ---------------------------- | ------------------------------------------------------------ | ------------------------------ |
| RB 44 | Regionalbahn (DB Regio Nord) | Braunschweig Hbf – Salzgitter-Thiede – Salzgitter-Lebenstedt | 1x per twee uur in het weekend |